# Balthasar van der Ast

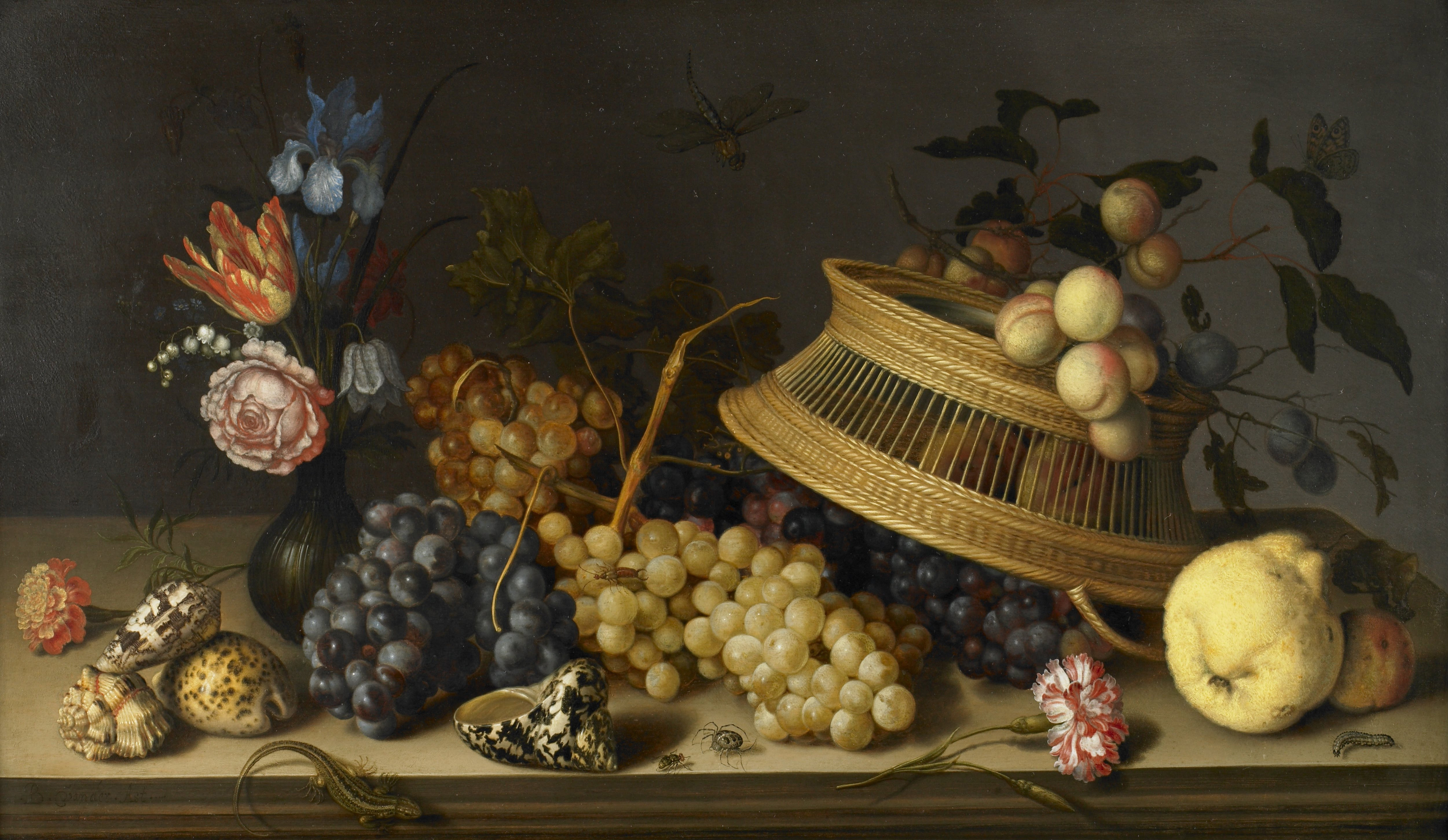
Natureza Morta de Flores, Frutas, Conchas e Insetos, c. 1629, Museu de Arte de Birmingham, Alabama

Balthasar van der Ast (Middelburg, 1593/94 - Delft, 7 de março de 1657) foi um pintor holandês do Século de Ouro dos Países Baixos, que se especializou em naturezas-mortas de flores e frutas, além de pintar várias naturezas-mortas de conchas notáveis; ele é considerado um pioneiro no gênero de pintura de conchas. Suas naturezas-mortas geralmente contêm insetos e lagartos. 
Balthasar van der Ast nasceu em Middelburg, na província de Zeeland, no sul da Holanda, na família de um próspero comerciante de lã. Seu pai, Hans, era viúvo e, quando ele morreu em 1609, Balthasar foi morar com sua irmã mais velha, Maria, e seu cunhado, o proeminente pintor holandês Ambrosius Bosschaert (1573-1621), com quem Maria se casou em 1604. Van der Ast foi treinado por Bosschaert como pintor de naturezas-mortas. Por sua vez, os três filhos de Ambrosius Bosschaert, Ambrosius (1609-1645), Johannes (ca. 1612/13-1628 ou mais tarde) e Abraham (1606-1683/84) foram treinados por van der Ast após a morte de seu pai. Juntos, esse grupo de pintores é às vezes chamado de dinastia Bosschaert.
Roelant Savery (1576-1639) entrou para a Guilda de São Lucas em Utrecht mais ou menos na mesma época. Savery exerceu considerável influência sobre van der Ast e seus alunos nos anos seguintes, especialmente no interesse de van der Ast pela tonalidade. Além dos Bosschaerts, seus alunos foram Anthony Claesz e Johannes Baers. Também é provável que Jan Davidsz de Heem (1606-1683/84) tenha sido aluno de van der Ast em Utrecht. Ele também influenciou Willem van Aelst e Evert van Aelst e Bartholomeus Assteyn.

## Obras Selecionadas

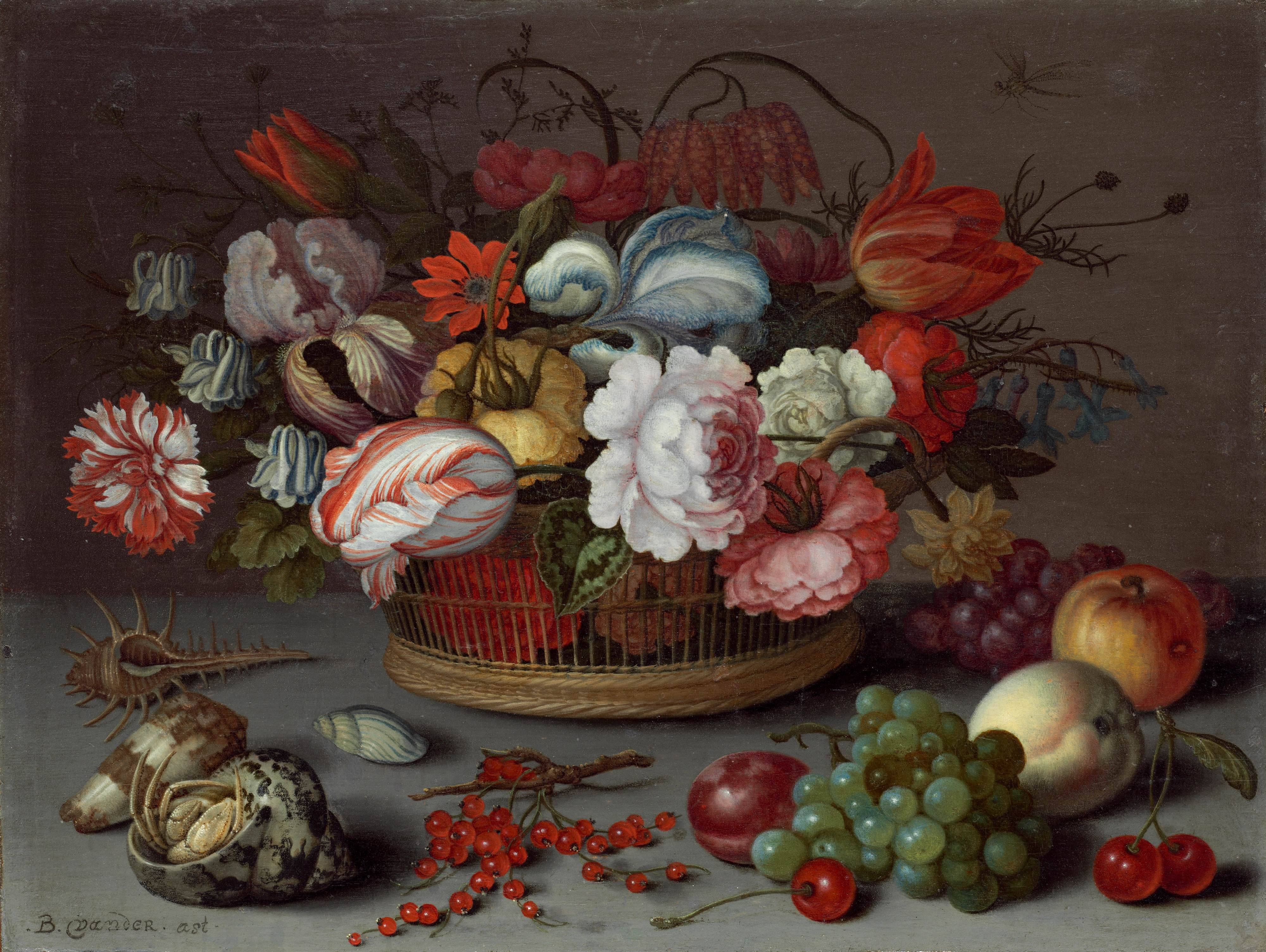
Cesta com Flores, c. 1622, National Gallery of Art, Washington D.C.
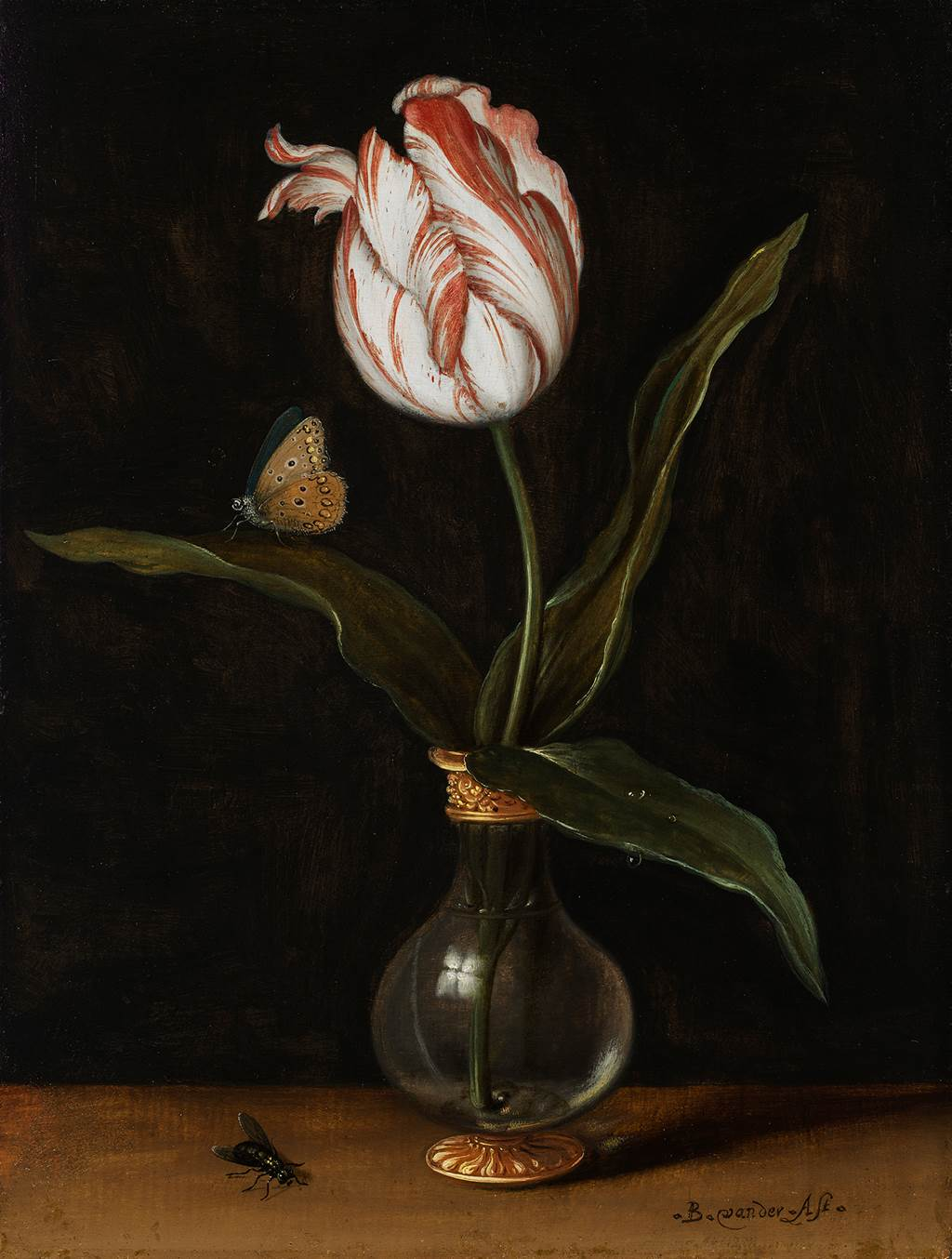
Vaso com Tulipa, 1625, Mauritshuis, The Hague.
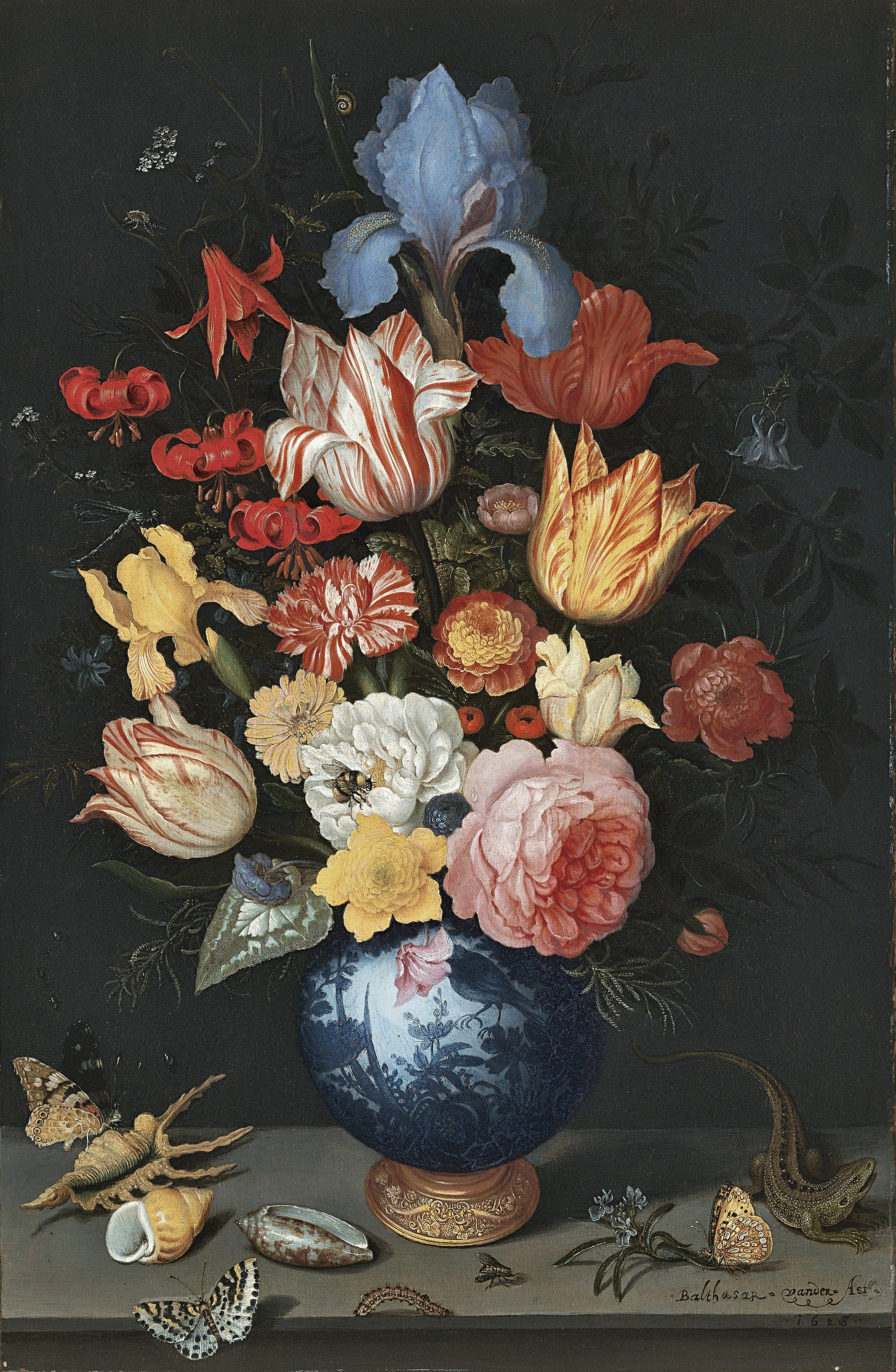
Vaso Chinês com Flores, Conchas e Insetos, 1628, Museu Thyssen-Bornemisza, Madrid.
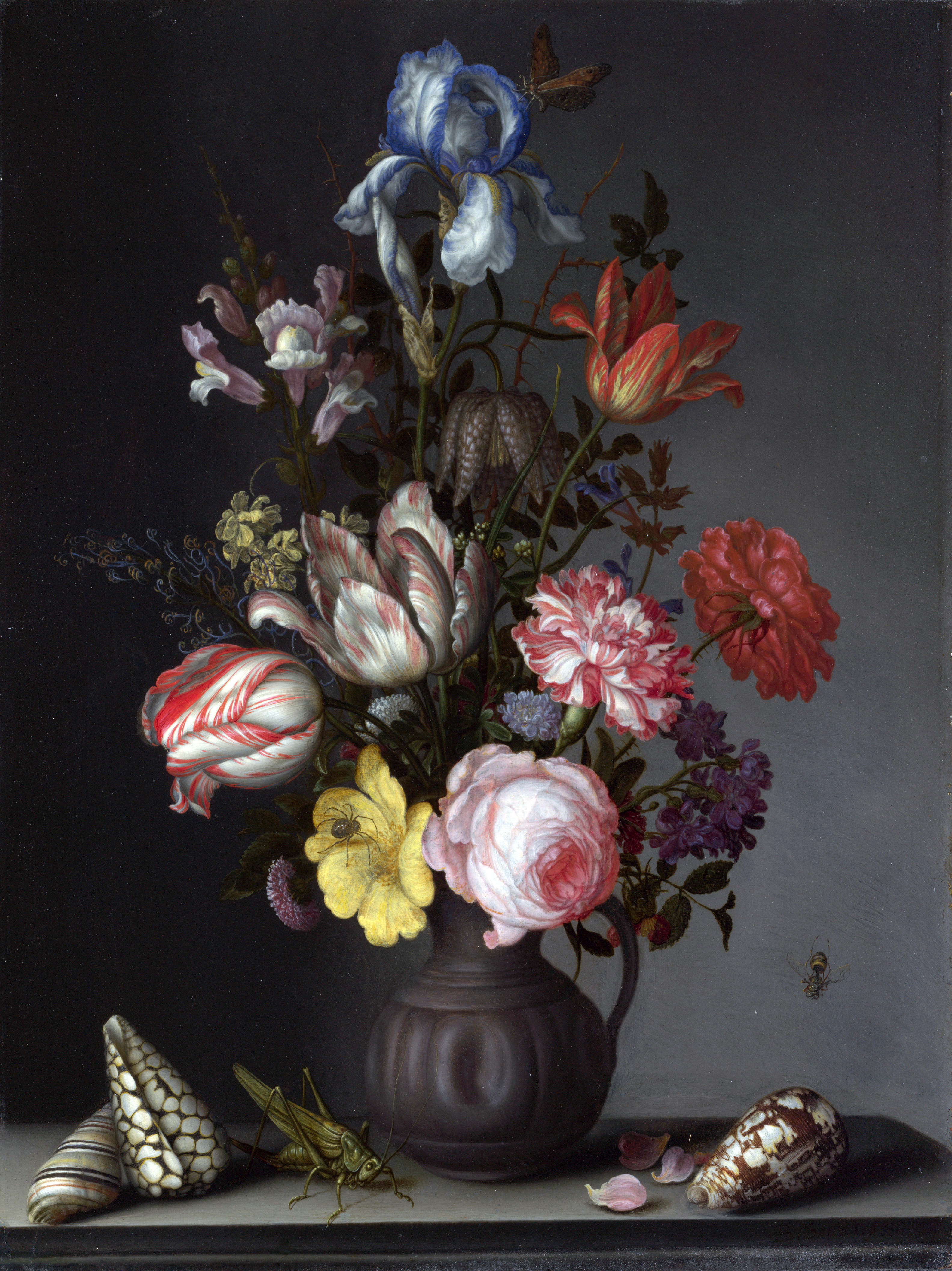
Vaso Chinês com Flores, Conchas e Insetos, c. 1628, National Gallery, London.
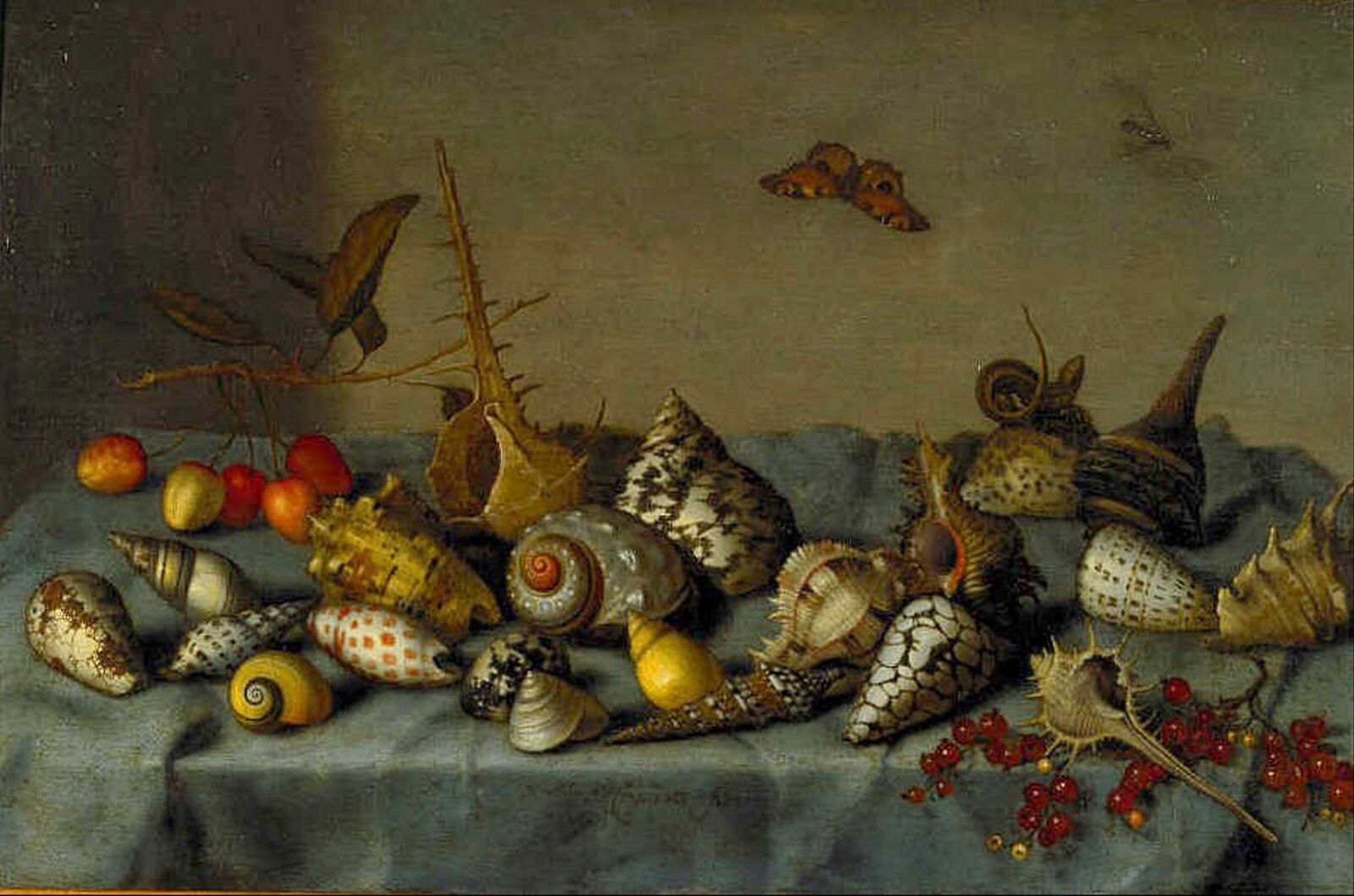
Vaso Chinês com Conchas, 1640, Museu Boijmans Van Beuningen, Rotterdam.

## Links Externos
- Works and literature no PubHist
- Vermeer and The Delft School, catálogo do Metropolitan Museum of Art, com material sobre Balthasar van der Ast